# Onthophagus gilli
Onthophagus gilli är en skalbaggsart som beskrevs av Juan A. Delgado och Henry Fuller Howden 2000. Onthophagus gilli ingår i släktet Onthophagus och familjen bladhorningar. Inga underarter finns listade i Catalogue of Life.